# Place de Clichy
Place de Clichy (numită adesea Place Clichy) este o piață situată în partea de nord-vest a orașului Paris. Ea se află pe locul Barierei Clichy, o poartă veche de intrare în Paris, situată pe locul unde se aflau zidurile Ferme générale.

## Descriere

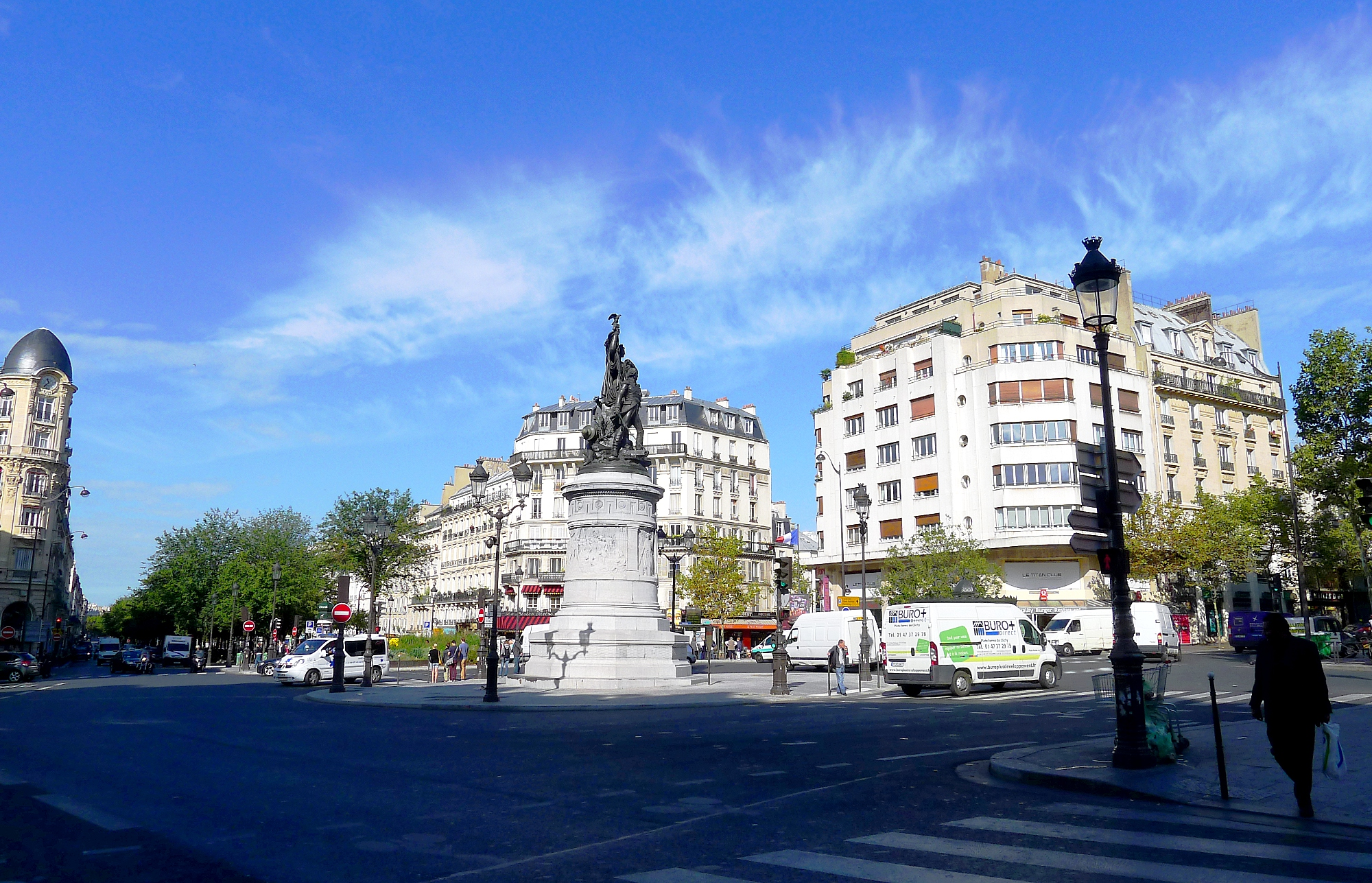

Piața Clichy este unul dintre puținele locuri din Paris, unde se intersectează limitele a patru arondismente (8, 9, 17 și 18) (cu pont Saint-Michel, 1, 4, 5 și 6, și intersecția Belleville: 10, 11, 19 și 20).
Foarte circulată ziua și noaptea, piața este mărginită de magazine de toate tipurile, mai ales restaurante și cinematograful Pathé-Wepler.
Piața a fost reamenajată între anii 2008 și 2010, cu spații pietonale, piste pentru bicicliști și copaci noi.

## Istoric
Martie 1814: Imperiul Napoleonian se apropie de sfârșitul său. Cei 800.000 de soldați ai armatelor străine mărșăluiau spre Paris. După ce au forțat barierele la Belleville și Pantin, ei s-au îndreptat spre colina Montmartre. Părțile de nord și de nord-vest ale capitalei, de la Clichy la Neuilly, erau apărate de 70.000 de militari ai Gărzii Naționale. În fața înaintării armatele inamice, mareșalul Moncey, ce era atunci general-maior al Gărzii Pariziene, s-a deplasat la Bariera Clichy. Trupele lui Moncey erau formate din 15.000 de oameni (voluntari, soldați, studenți de la Școala politehnică și de la Școala veterinară). Lipsa lor de experiență nu i-a împiedicat să reziste eroic atacului trupelor ruse până la proclamarea armistițiului pe 30 martie 1814.

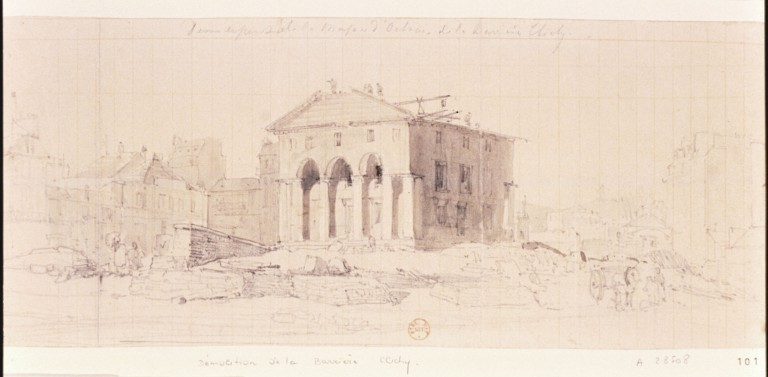
Demolarea barierei Clichy (1860).
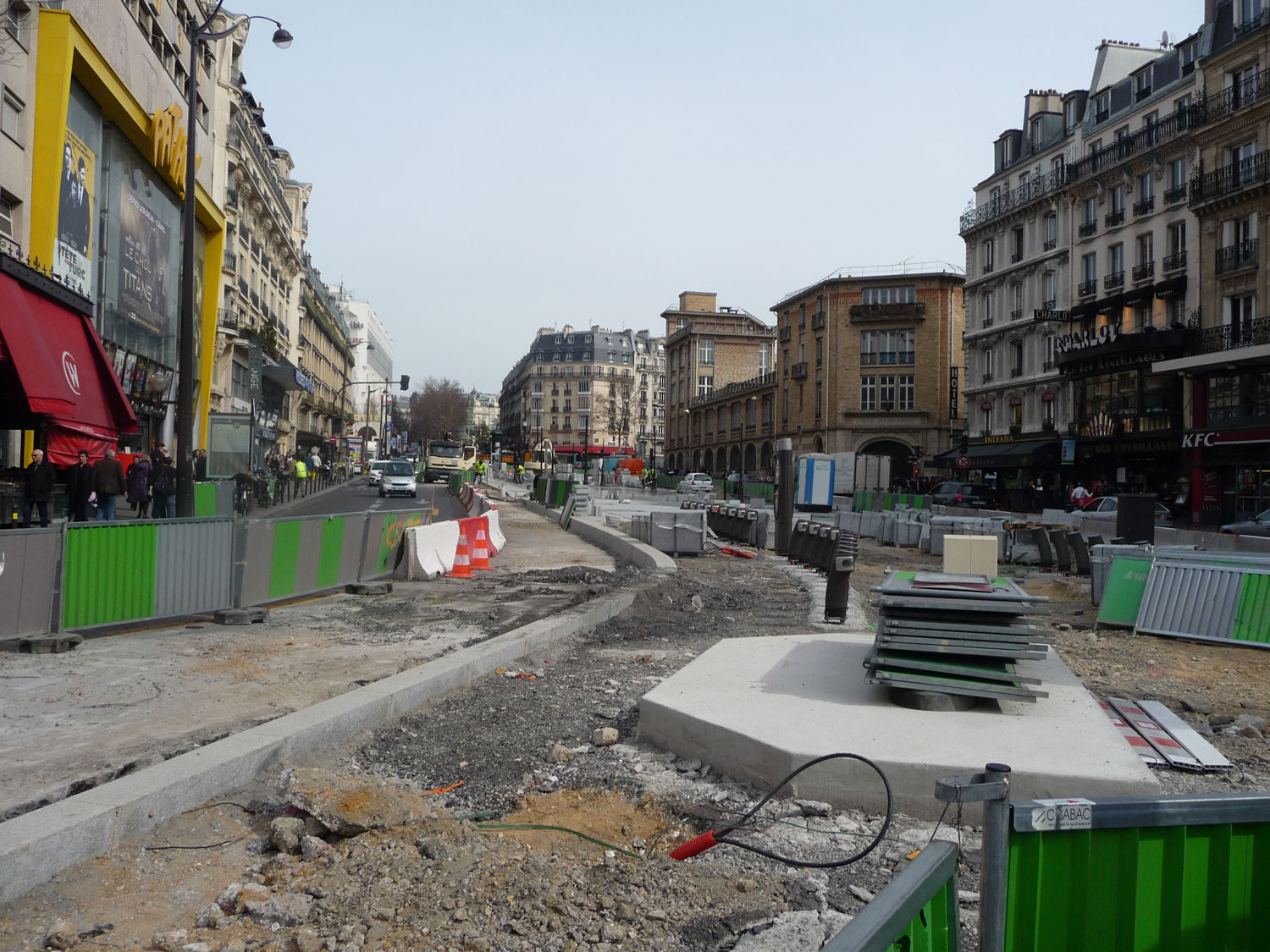
Lucrări de reamenajare în 2010.

## Monument
În centrul pieței se află Monumentul mareșalului Moncey: pe un piedestal, înalt de 8 metri și împodobit cu basoreliefuri, un grup statuar din bronz înalt de șase metri realizat de Amédée Doublemard ce reprezintă apărarea Parisului de către mareșalul Moncey. Realizarea acestui monument memorial a fost încredințată arhitectului Edmond Guillaume în 1864.

## În arte
- Pierre Bonnard a reprezentat piața într-un tablou din 1912 (expus azi la Muzeul de artă și arheologie din Besançon), pictat de pe terasa braseriei Wepler.[2]
- Michel Polnareff menționează piața Clichy într-un cântec, intitulat Rosy,în albumul său eponim Michel Polnareff (1974).
- Julien Clerc i-a dedicat un cântec, intitulat Place de Clichy în albumul său Double Enfance (2005).
- Romanul Voyage au bout de la nuit de Louis-Ferdinand Céline începe în Piața Clichy, cu decizie spontană a lui Bardamu de a se înrola în armată.[3].
- În filmul Cele patru sute de lovituri de Francois Truffaut, o mare parte a acțiunii se petrece la mică distanță de Piața Clichy.
- Cântărețul francez Vincent Delerm a cântat un cântec numit Place Clichy.
- În Quiet days in Clichy, Henry Miller își evocă viața petrecută în apropiere de Piața Clichy, la Wepler.
- Quiet days in Clichy (1970), o adaptare a scrierii lui Henry Miller realizată de cineastul danez Jen Jorgen Thorsen Enna
- Romanul Un homme qui dort de Georges Perec se termină în Piața Clichy.
- Grupul rap parizian Sexion d'Assaut face de multe ori aluzie la Piața Clichy în cântecele sale. Unul dintre membrii săi a crescut acolo.

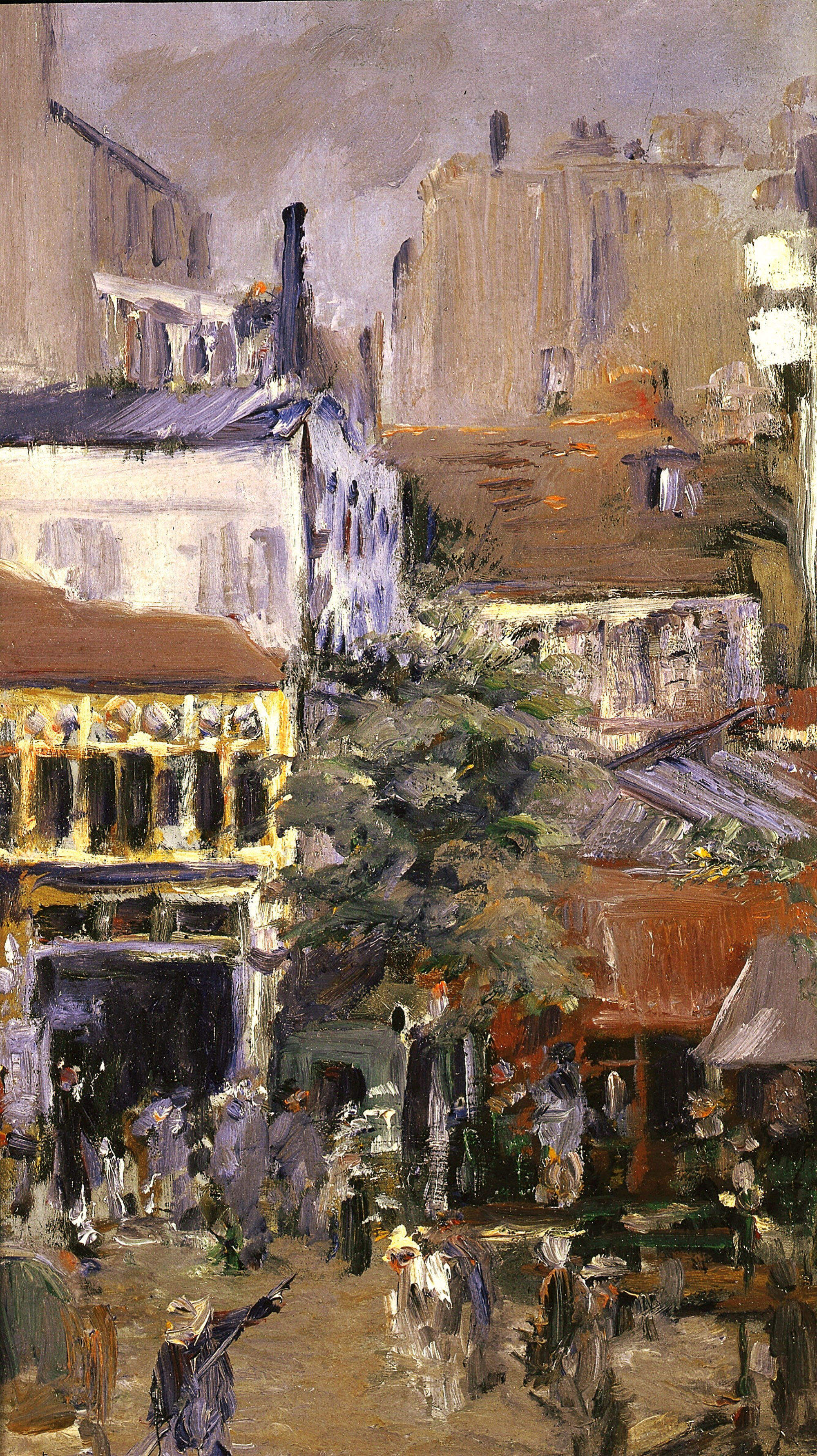
Piața Clichy, de Édouard Manet.
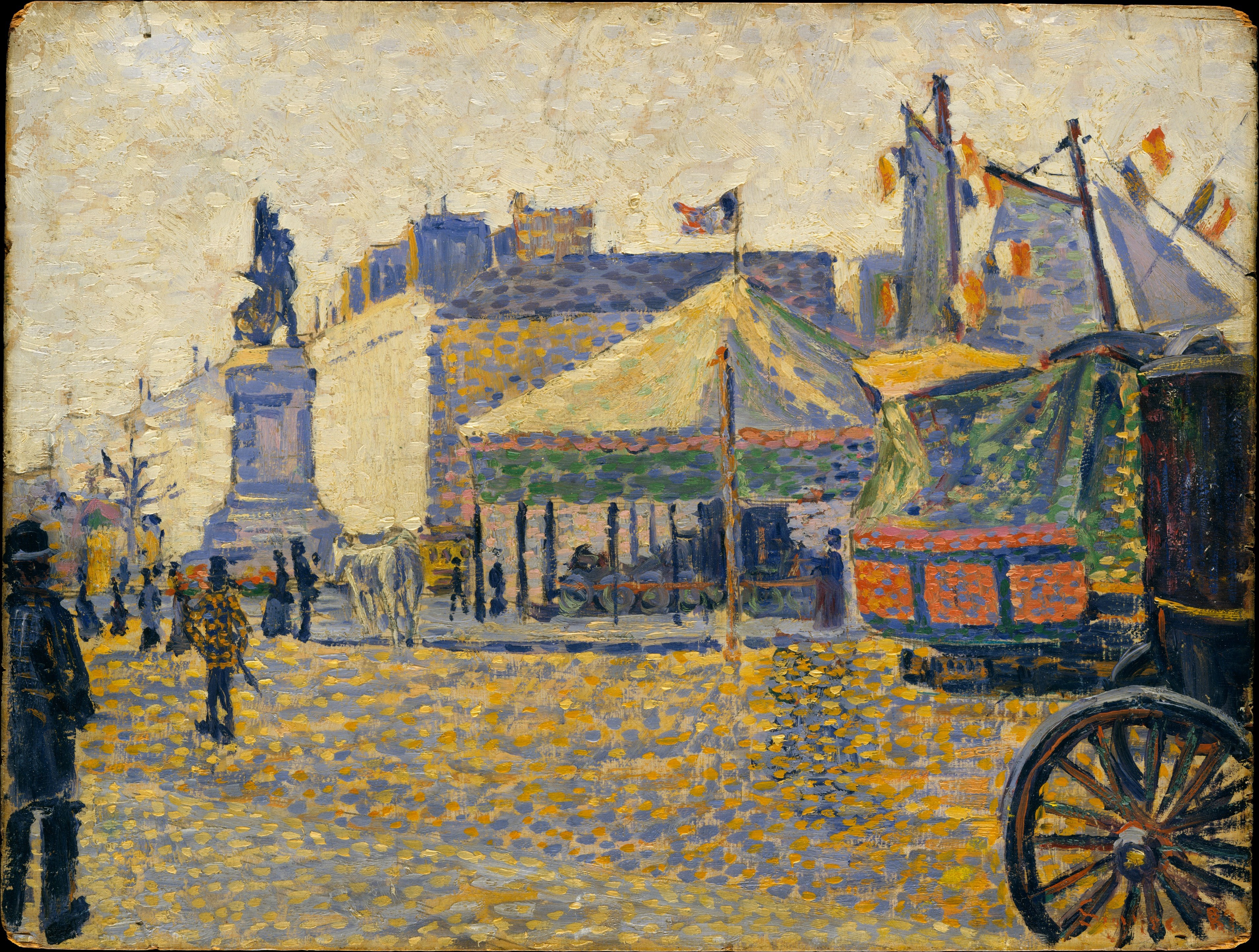
Piața Clichy, de Paul Signac.

## Transport public
Place de Clichy este deservită de : 
- două linii de metrou, în stația Place de Clichy: 2 și 13;
- șapte linii de autobuz: 30; 54; 68; 74; 80; 81; 95;
- patru linii de autobuz Noctilien: N01; N02; N15; N51;
- o stație terminală de taxiuri.